# 中國后妃選納
中国后妃選納，是中国皇室为皇帝挑选后妃的活动。亦有为其他男性皇族成员（皇子、宗室）选择妻妾而举行类似的活动。宋代之前的后妃選納多限於貴族、大臣之女，宋代起開始大規模從民間選女為后妃。

## 名稱
史書中不同朝代對於選納后妃的活動有不同的稱謂，例如採擇、揀擇、採選、選美等。現代則經常稱為選妃、海選等。

## 歷史

### 先秦兩漢
據史書記載，先秦時期已有采選女性進宮的活動，但未能確定是采選宮女還是采選后妃。西漢時已有采選良家女進宮為采女，但采女為後宮女官，雖然女官受到寵幸有機會升為后妃，但這種采選並非專為選納后妃而設。當時后妃主要是選納大臣或外戚之女，亦有皇族進獻者。
东汉初年，通常在八月统计人口。于是在此时，派中大夫与掖庭丞及相工，在洛阳乡中阅视良家童女（即处女），女子的年龄在十三至二十岁之间。以“姿色端丽，合法相者”选入后宫，再从中选择嫔御。

### 魏晉南北朝
西晋建立者司馬炎，在泰始年间开始大规模选妃。先禁止民间嫁娶，派出宦官“乘使车，给驺骑，驰传州郡，召充选者使后拣择”。世族女子册封为三夫人、九嫔。各州二千石将吏家的女子，位在良人以下。于是名家盛族的女子，为逃避选妃“多败衣瘁貌以避之”。最终司马炎的后宫有近万人，又因其中宠爱的妃嫔太多而无所适从，以至司马炎用羊车随意决定临幸哪一位妃嫔。

### 明朝
明朝后宫选納后妃又称选美，除明世宗時曾派文官採選外，皆由宦官採選。除選皇帝之后妃外，亦有選太子妃。明代首次採選后妃在洪武二十七年，當時在全國多個省份採選民女進宮。後期后妃選納則僅在京師及北直隸。
在民間獲選的數百名或數十名女子會送至紫禁城中複選、決選。她們的年齡多在十四至十六歲之間除要求德性賢淑、舉止合宜之外，還要求外表出眾，例如身材較高、五官端正、牙齒整齊、頭髮明潤、身無瘢痕等。甚至連聲音、皮膚、乳房、性器官、體味等也是品評項目。

### 清朝
清朝后宫中，妃嫔大都来自八旗选秀。